# Napoli Mergellina
Napoli Mergellina (wł: Stazione di Napoli Mergellina) – stacja kolejowa w Neapolu, w regionie Kampania, we Włoszech. Znajdują się tu 3 perony. Jest to również stacja metra na trasie linii 2. Stacja znajduje się 200 metrów od przystani, skąd odchodzą statki do wysp w Zatoce Neapolitańskiej.